# 備後国分寺

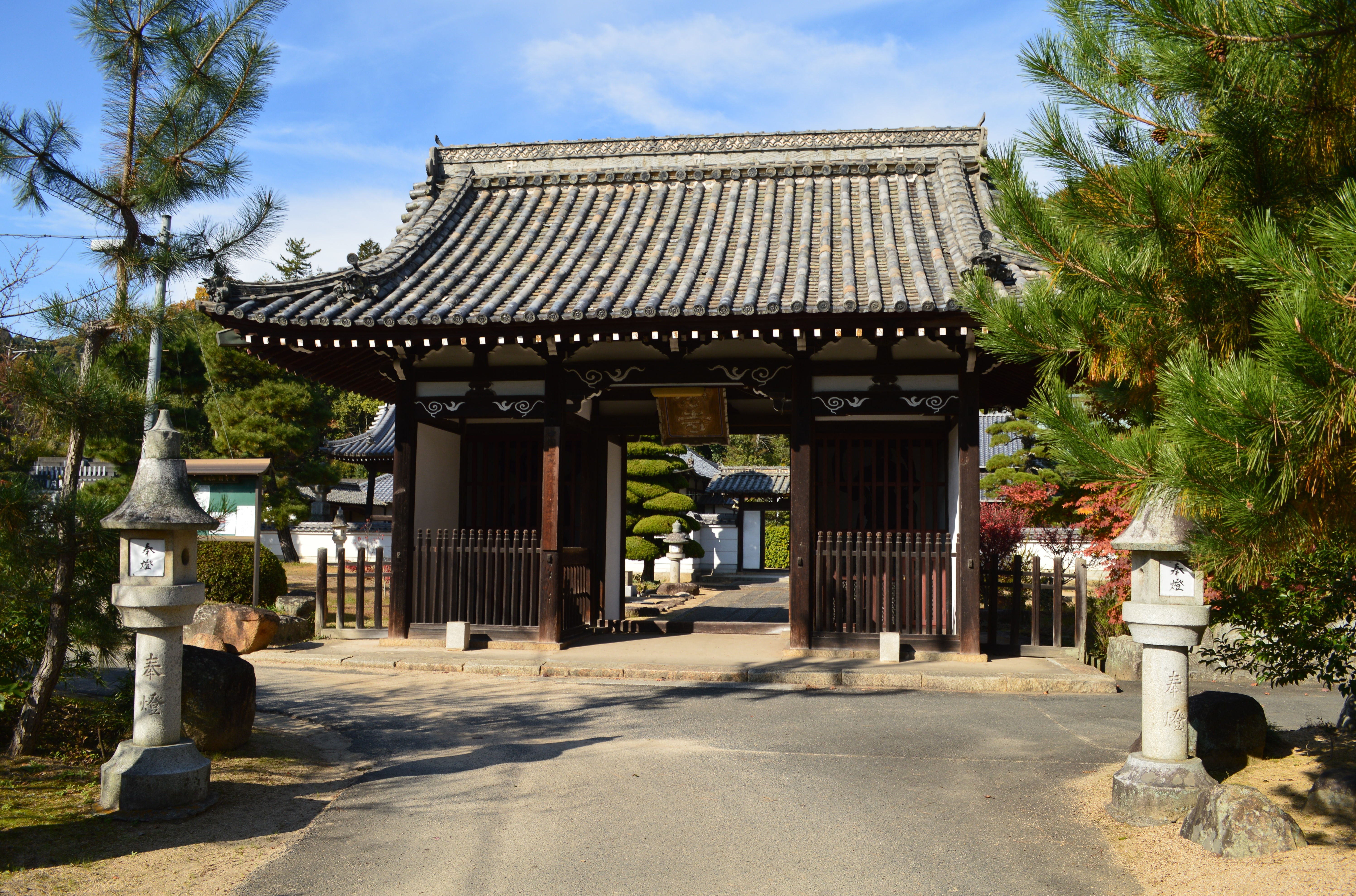
山門

備後国分寺（びんごこくぶんじ）は、広島県福山市神辺町大字下御領にある真言宗大覚寺派の寺院。山号は唐尾山。本尊は薬師如来。
奈良時代に聖武天皇の詔により日本各地に建立された国分寺のうち、備後国国分僧寺の後継寺院にあたる。本項では現寺院とともに、寺院跡である備後国分寺跡と、備後国分尼寺跡についても解説する。

## 概要
広島県東部、神辺平野北縁の堂々川東岸に位置する。聖武天皇の詔で創建された国分寺（金光明四天王護国之寺）の法燈を継ぐ寺院で、現在の境内の南に古代の国分寺跡が所在する。西には小山池廃寺跡（推定備後国分尼寺跡）が所在し、両寺の南面には東西に古代山陽道が通るほか、付近では迫山古墳群等の古墳群が分布し、古くから文化的中心地であったことが知られる。中世期には戦乱で焼失し、再建伽藍も江戸時代の堂々川の氾濫で流失するなどの不遇の歴史を経たのち、現在に至っている。
古代の国分寺跡については1972年度（昭和47年度）以降に発掘調査が実施されており、主要伽藍として金堂・塔・講堂・南門の遺構が検出され、法起寺式伽藍配置であることが確認されている。

## 歴史

### 古代

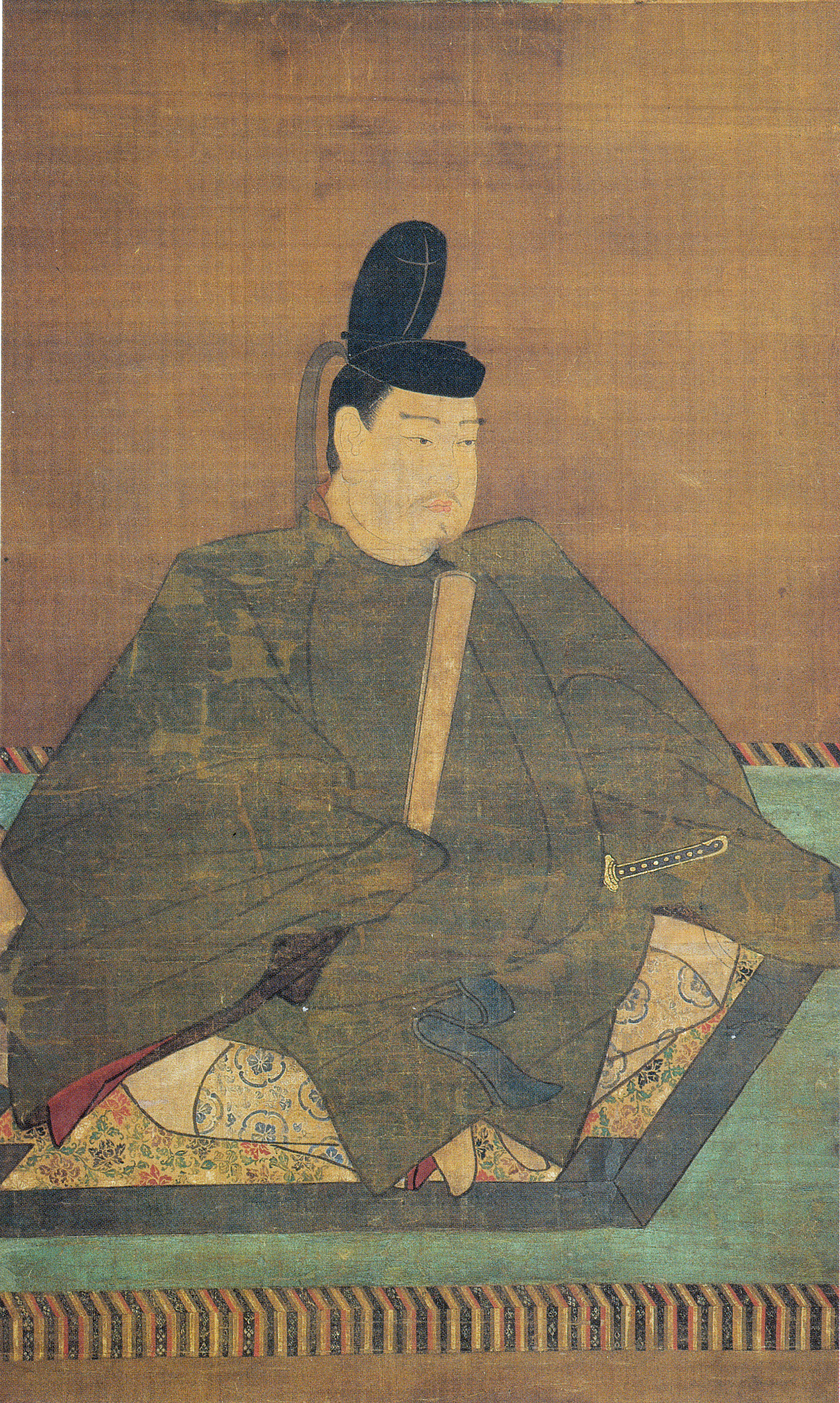
聖武天皇肖像

創建は不詳。天平13年（741年）の国分寺建立の詔の頃の創建と見られる。
弘仁11年（820年）の『弘仁式』主税寮の規定では、国分寺料として稲2万束があてられる。また延長5年（927年）成立の『延喜式』主税上では、国分寺料として稲2万束が規定されている。

### 中世・近世
享保元年（1716年）成立の「国分寺来由記」による由緒は次の通り。
- かつては所領100余貫・子院が12を所有。
- 永禄4年（1561年）春に兵火に遭い、神辺城主の杉原盛重が寄付を基に草堂七楹を建立、土地20貫を寄進。
- 慶長5年（1600年）、福島正則により寺領を没収。
- 延宝元年（1673年）、洪水で堂舎倒壊、一堂のみが残存。
- 延宝7年（1679年）、水野勝種が網付山の材木を寄進、茅屋七楹を建立。
- 元禄5年（1692年）、薬師堂を建立、薬師如来・十二神などを安置。
- （元禄10年（1697年）勝種により倒壊の原因となった堂々川の土砂災害対策が始まる（福山藩の砂留）。）

### 近代以降
近代以降の変遷は次の通り。
- 1972年度（昭和47年度）、第1次調査（広島県教育委員会、1973年に概報刊行）。
- 1973年度（昭和48年度）、第2次調査（広島県教育委員会、1974年に概報刊行）。
- 1974年度（昭和49年度）、第3次調査（広島県教育委員会、1975年に概報刊行）。
- 1975年度（昭和50年度）、第4次調査（広島県教育委員会、1976年に概報刊行）。

## 備後国分寺跡

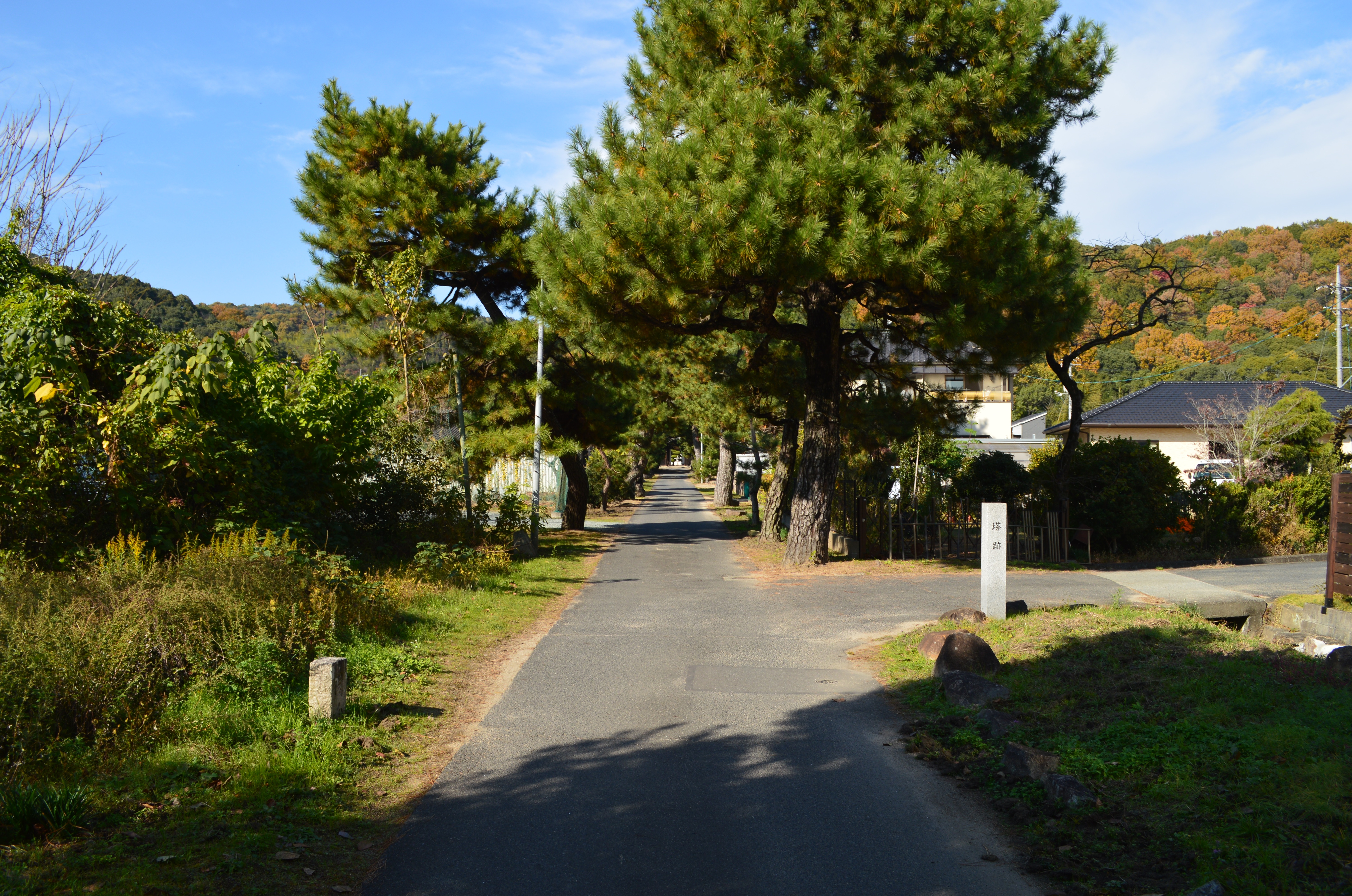
備後国分寺跡 概観左に金堂跡、右に塔跡、奥に講堂跡、最奥に現国分寺境内が所在。

僧寺跡の寺域のうち南北は未確定であるが、東西は約180メートル（600尺）を測り、東辺では築地塀が確認されている。主要伽藍は金堂を西、塔を東、講堂を北に配する法起寺式伽藍配置である。また寺域南辺において、古代山陽道に面して開く南門（南大門）が検出されている。
なお、『福山志料』では栗柄廃寺跡（府中市）を備後国分寺とする説を記載するが、現在では同寺は白鳳寺院跡とされる。

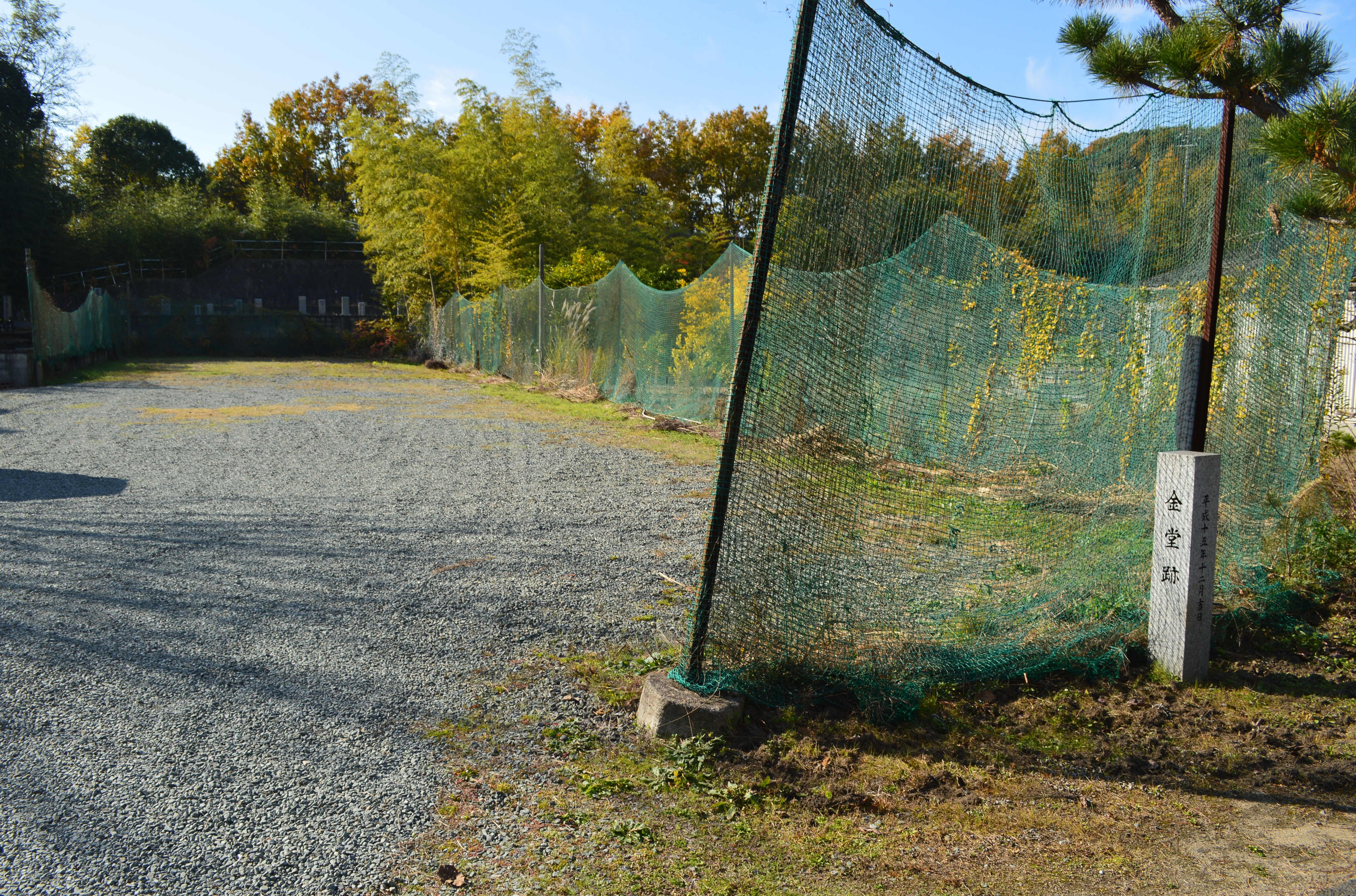
金堂跡
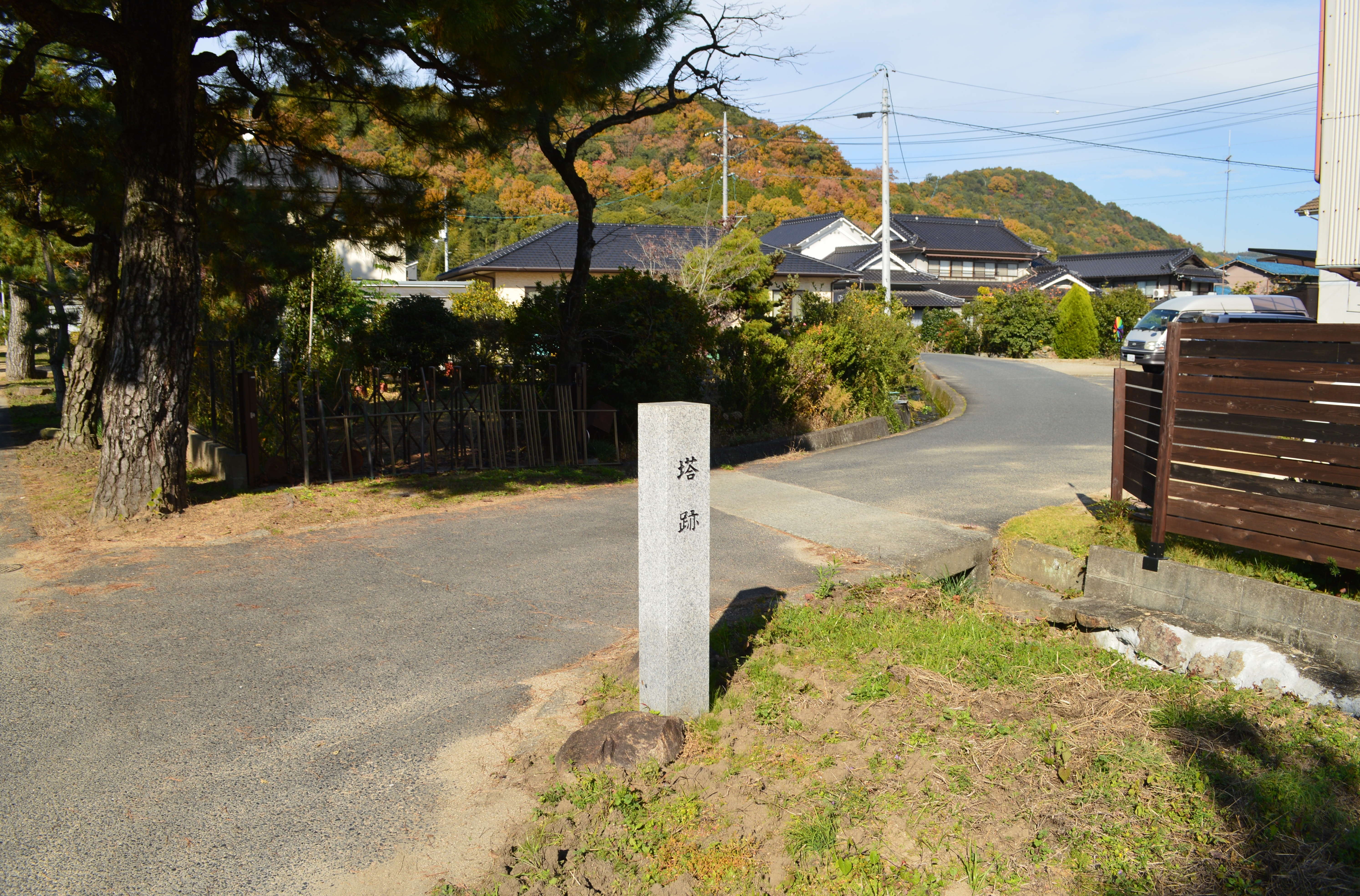
塔跡
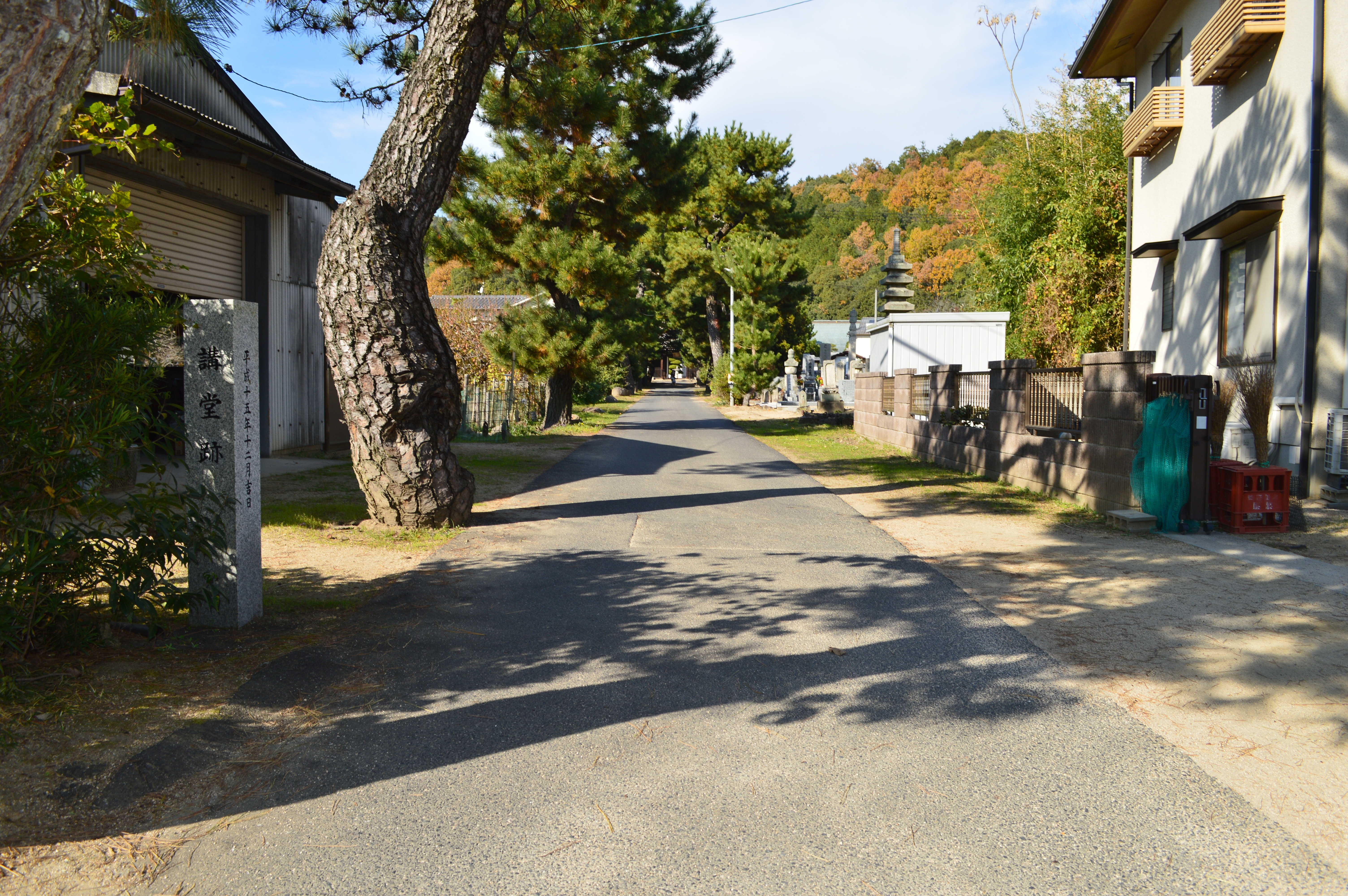
講堂跡
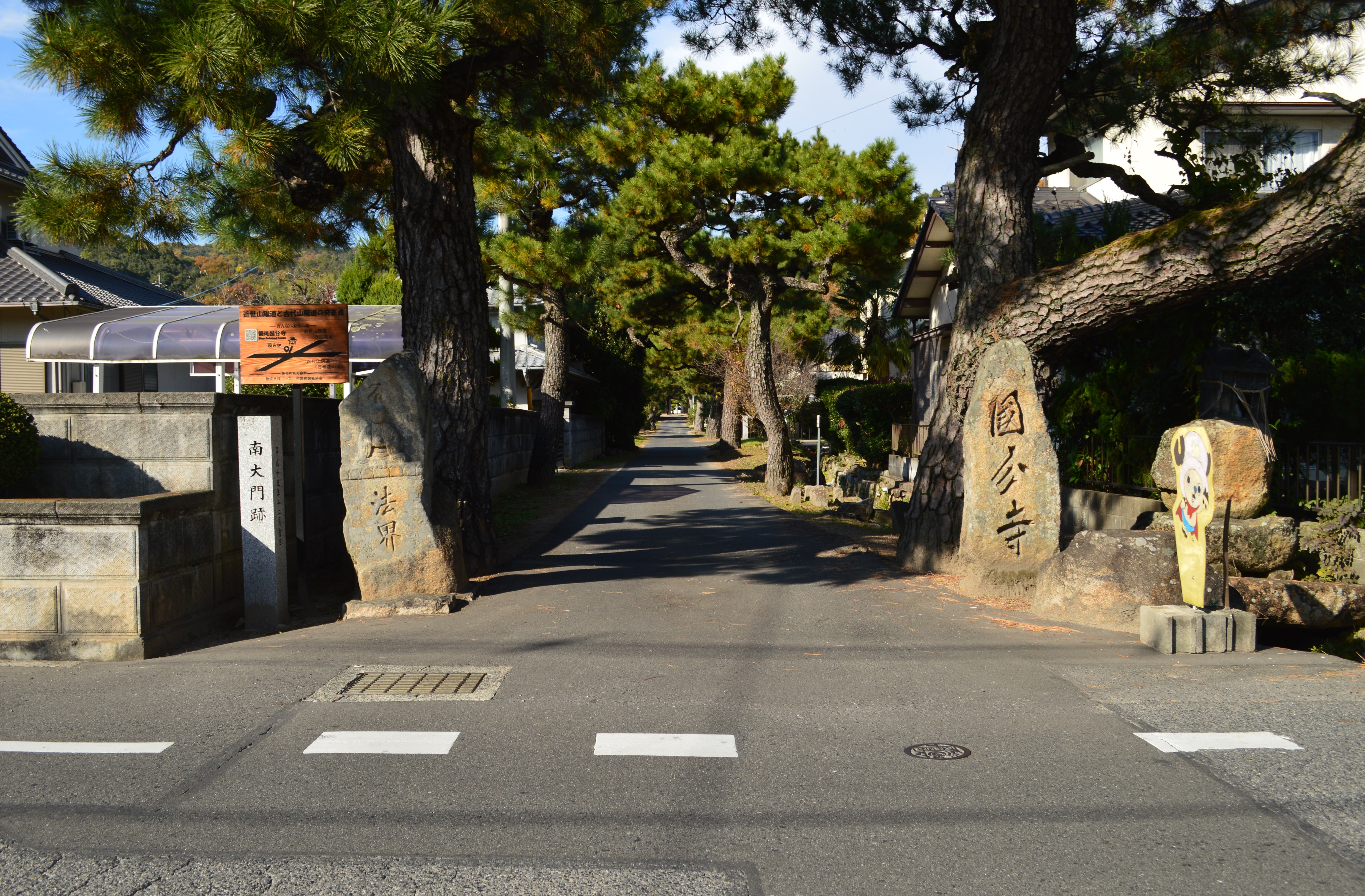
南門跡 古代山陽道に面する。
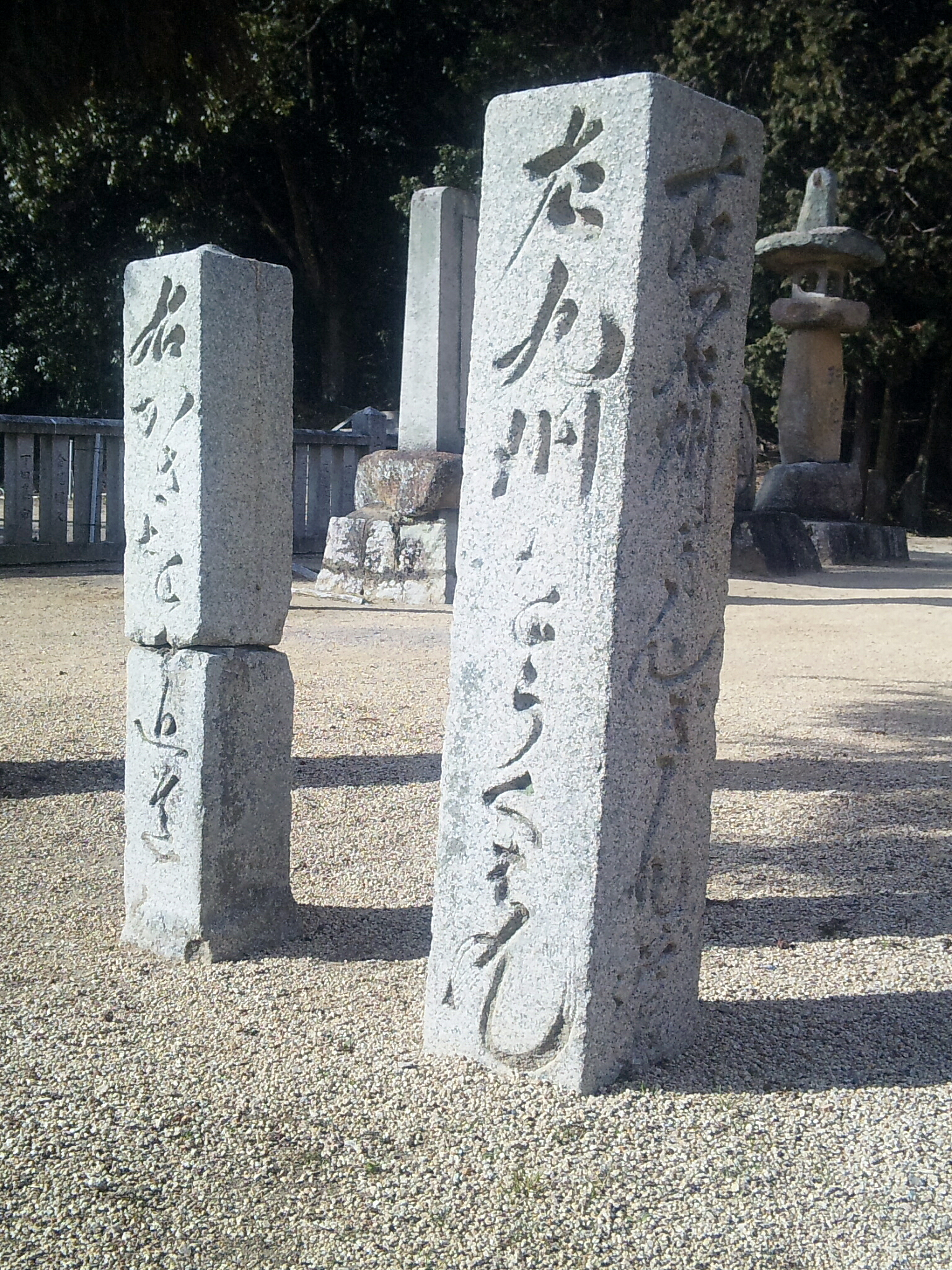
南門跡前にあった道標 近世山陽道（西国街道）、石見道（石見銀山街道）を標す

## 備後国分尼寺跡

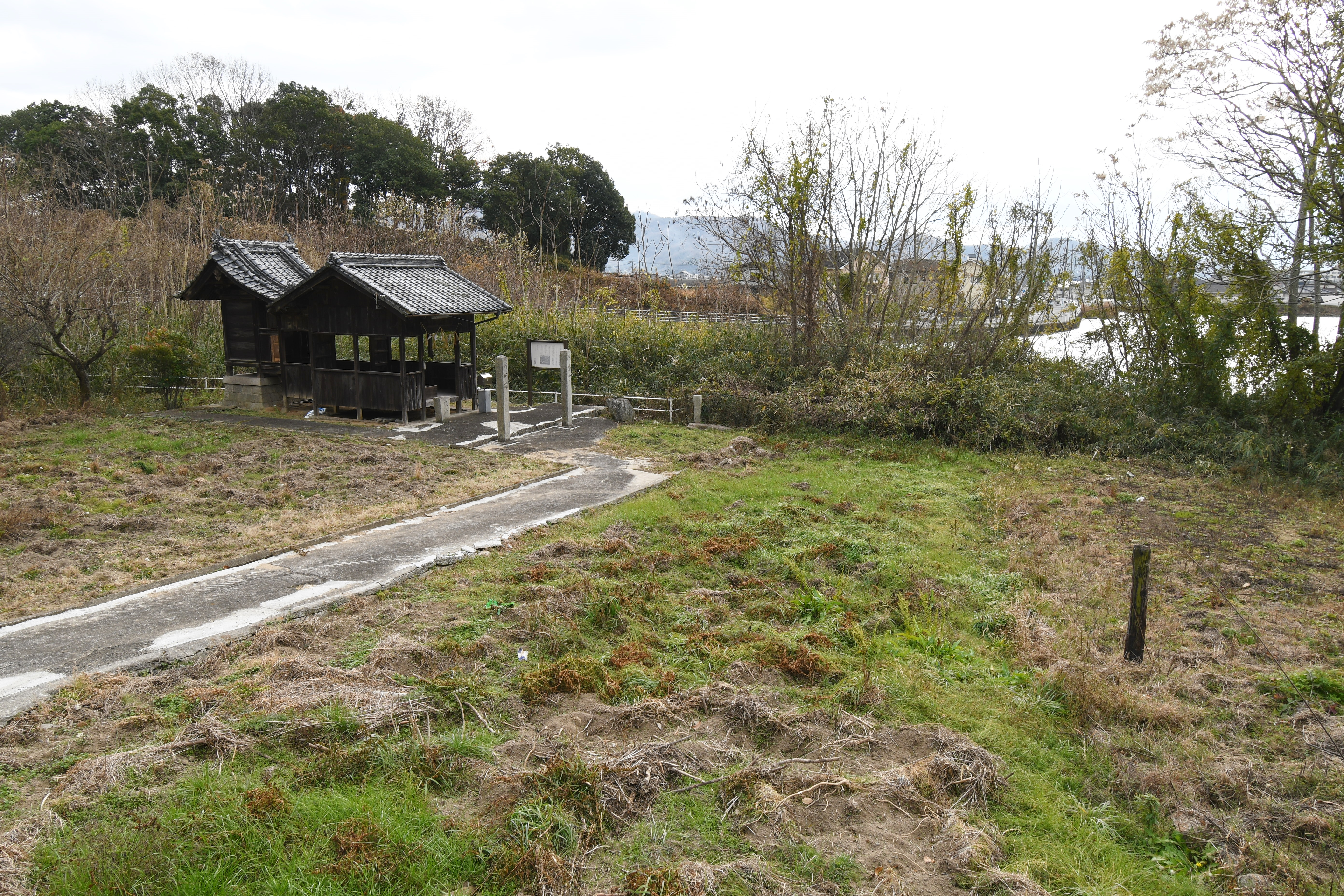
小山池廃寺跡

尼寺跡は、僧寺跡から堂々川を挟んで西の小山池廃寺跡（こやまいけはいじあと、福山市神辺町西中条：北緯34度33分49.53秒 東経133度23分15.60秒 / 北緯34.5637583度 東経133.3876667度）に比定される。1976年 - 1978年・1997年度（昭和51年 - 昭和53年・平成9年度）に発掘調査が実施されている。
伽藍配置は東に金堂、中央に塔、西に講堂が並ぶ珍しい形式である。白鳳期末期の7世紀後半頃の創建で、平安時代の12世紀頃まで継続したと推定される。備後国分寺と近接し、かつ備後国分寺と共通する瓦が出土することから、白鳳寺院が奈良時代に国分尼寺として再利用されたと推測される

## 関連文献
（記事執筆に使用していない関連文献）
- 『備後国分寺 -広島県深安郡神辺町御野・竹尋・神辺・湯田・道上地区埋蔵文化財基礎調査地名表-（神辺町文化財報告書2）』神辺町教育委員会、1966年。
- 『備後国分寺跡第1次発掘調査概報』広島県教育委員会、1973年。 - リンクは奈良文化財研究所「全国遺跡報告総覧」。
- 『備後国分寺跡第2次発掘調査概報』広島県教育委員会、1974年。 - リンクは奈良文化財研究所「全国遺跡報告総覧」。
- 『備後国分寺跡第3次発掘調査概報』広島県教育委員会、1975年。
- 『備後国分寺跡第4次発掘調査概報』広島県教育委員会、1976年。 - リンクは奈良文化財研究所「全国遺跡報告総覧」。
- 『小山池廃寺発掘調査概報 第1・2次』広島県教育委員会、1977年。
- 『小山池廃寺発掘調査概報 第3次』広島県教育委員会、1979年。
- 『神辺町埋蔵文化財調査報告20（1997年度） -小山池廃寺発掘調査概要-』神辺町教育委員会、1998年。